# Coming Up (Paul McCartney)
Coming Up è un brano musicale del cantautore rock britannico Paul McCartney, pubblicato come primo singolo estratto dal suo album solista del 1980 McCartney II. Come molte delle canzoni presenti sull'album in questione il brano si discosta dall'abituale stile compositivo di McCartney essendo caratterizzato da influenze funky, richiami alla discomusic anni '70 e suoni sintetici in bassa fedeltà. La traccia vocale ad opera di McCartney è distorta utilizzando il vari-speed, e Paul suona tutti gli strumenti condividendo le armonie vocali con la moglie Linda.
Nel giugno 1980 Coming Up salì in cima alla classifica statunitense raggiungendo la posizione numero 1 di Billboard Hot 100, salendo anche alla posizione numero 64 nella Billboard Disco Top 100. In Gran Bretagna il disco andò altrettanto bene piazzandosi alla posizione numero 2. Il singolo venne certificato disco d'oro dalla Recording Industry Association of America con vendite superiori al milione di copie.
John Lennon apprezzava la canzone, accreditandola come il brano che lo spronò ad uscire dal letargo artistico che si era autoinflitto sin dalla metà degli anni settanta, e a ricominciare ad incidere di nuovo.

## Il brano
Si tratta di un brano piuttosto atipico nella discografia di McCartney, in cui si incontrano i caratteri della tradizione melodica maccartiana e la peculiare voglia di sperimentare che caratterizza l'album dal quale il brano è tratto. 
Paul miscela Pop e la musica elettronica cantando un testo colmo di ottimismo che gioca sulle varie sfumature del significato dell'espressione "to come up" (spuntare, crescere, venire fuori, arrivare, emergere etc) e lo fa con una voce ampiamente manipolata elettronicamente in studio: 
You want a love to last forever, One that will never fade away / I want to help you with your problem, Stick around, I say, It's coming up! It's coming up! It's coming up like a flower!» ("Tu vuoi un amore che duri per sempre, e che non svanirà mai / Voglio aiutarti a risolvere il tuo problema, resta in ascolto e fai attenzione: sta già nascendo, come un fiore!"), 
«You want some peace and understanding, So ev'rybody can be free / I know that we can get together, We can make it, stick with me, it's coming up» ("Vuoi pace e comprensione, in modo che ognuno possa essere libero / ce la possiamo fare insieme, stammi vicino, sta già succedendo").

### Versione live dei Wings
Una versione dal vivo della canzone eseguita dai Wings venne registrata a Glasgow, in Scozia, il 17 dicembre 1979 durante il loro tour in terra britannica. Questa versione venne inclusa come B-side del singolo (insieme anche a Lunchbox/Odd Sox, uno strumentale risalente alle sessioni di Venus and Mars). Entrambe le B-side furono accreditate a "Paul McCartney & the Wings", mentre il lato A al solo McCartney.
Negli Stati Uniti e in Canada, la versione live con i Wings presente sulla B-side ebbe maggiore successo rispetto alla versione ufficiale sul Lato A. Per aiutare le vendite di McCartney II in Nord America, venne editata una speciale versione dell'album che comprendeva anche il singolo con la versione dei Wings di Coming Up.
Coming Up (Live At Glasgow) è stata pubblicata su CD solo nelle versioni per il mercato USA di All the Best! e Wingspan, anche se in versione rimontata e leggermente differente rispetto alla versione su vinile.

### Video
Coming Up è celebre anche per il suo particolare videoclip, uno dei primi esempi di video musicale a contenere effetti speciali creati elettronicamente, grazie ai quali Paul McCartney può interpretare contemporaneamente dieci personaggi diversi e Linda due. 
Il video mostra il gruppo musicale chiamato "The Plastic Macs" (un chiaro riferimento scherzoso alla "Plastic Ono Band" di John Lennon) composta da vari stereotipi del musicista rock, tutti interpretati da Paul e Linda, come ad esempio un chitarrista alla Buddy Holly, un batterista alla John Bonham, un tastierista alla Ron Mael, un bassista versione "Beatle Paul 1963", e così via. 
Nel commento audio al video presente nella compilation del 2007 The McCartney Years, McCartney identifica due particolari individui come ispirazione per due dei personaggi presenti nel video: Hank Marvin (chitarrista degli The Shadows), e Ron Mael degli Sparks (tastiere).
Il video venne trasmesso per la prima volta il 17 maggio 1980 durante il Saturday Night Live.

## Tracce singolo
1. Coming Up (Paul McCartney) - 3:54
2. Coming Up (Live At Glasgow) (Paul McCartney & Wings) - 3:49
3. Lunchbox/Odd Sox (Paul McCartney & Wings) - 3:50